# Сармандеєвка
Сарманде́євка (рос. Сармандеевка, башк. Сармандеевка) — присілок у складі Біжбуляцького району Башкортостану, Росія. Входить до складу Кош-Єлгинської сільської ради.
Населення — 2 особи (2010; 4 в 2002).
Національний склад:
- чуваші — 100 %